# Cerastium borisii
Cerastium borisii är en nejlikväxtart som beskrevs av Zakirov. Cerastium borisii ingår i släktet arvar, och familjen nejlikväxter. Inga underarter finns listade i Catalogue of Life.